# Fukomys hanangensis
{{#ifeq:0|0|{{#if:Fukomys hanangensis|{{#if:|[[]}}|[[]]}}}}
Fukomys hanangensis — вид ссавців з родини землекопових (Bathyergidae). Його виявили в 2017 році в Танзанії.
Вид середньою вагою дорослої особини 83 г. Як і інші представники роду, веде повністю підземний спосіб життя та є соціальним кооперативним розведенням, де молодняк демонструє натальну філопатію та розмноження обмежується однією дорослою парою для розмноження (тобто високий «репродуктивний перекіс») всередині соціальної групи (або колонії). Наразі максимальний розмір групи з восьми було зафіксовано. Соціальні групи співпрацюють у копанні кормових тунелів у своїх системах нір у пошуках підземних коренів, бульбоцибулин і бульб, які є основним раціоном. Типовим місцем проживання Ханангського сліпака є село Джородом (04°29.510′ пд.ш.; 035°24.519′ сх.д.) на сільськогосподарських угіддях на схилах гори Хананг. Зразок потрапив у пастку в долині на висоті 1957 м над рівнем моря.